# Björkebåten
Björkebåten eller björkebåden er en båd fra jernalderen, som blev fundet i landsbyen Björke i Gävle kommun, Sverige i 1947 under rensning af en kanal. Båden er dateret til omkring år 400 baseret på kulstof 14-datering. Tidligere var den dateret til mellem år 100-200, hvilket gjorden den til Sveriges ældste båd.
Båden er 7,22 m og har en bredde på 1,24 m, o gden er fremstillet af stammen fra et lindetræ. Den betragtes som en stammebåd, men den sider er forhøjet med en bordgang af fyr. Den øvre bordgang er lavet som klinkbygning, og den går fra stævn til stævn. Borden er fastgjort med søm af jern, som er nittet på undersiden. Fartøjet har haft seks spanter af grangrene. Der blev fundet en 67 kg tung sten placeret inde i båden, som har fungeret som ballast.
Björkebåten er sandsynligvis blevet ført frem med årer, eftersom der er spor af årehuller..
Båden er udstillet på Gävleborgs Länsmuseum.